# Ambulycini
Gli Ambulycini Butler, 1876 sono una tribù di lepidotteri appartenente alla sottofamiglia Smerinthinae della famiglia Sphingidae, diffusa in tutti i continenti tranne l'Europa.

## Distribuzione
I generi sono diffusi dall'estremo oriente, all'Africa meridionale, fino alle Americhe.

## Tassonomia

### Generi
Questo taxon annovera dieci generi, per un totale di 100 specie:
- Genere Adhemarius Oitiaca, 1939
- Genere Akbesia Rothschild & Jordan, 1903
- Genere Ambulyx Westwood, 1847
- Genere Amplypterus Hübner, 1819
- Genere Barbourion Clark, 1934
- Genere Batocnema Rothschild & Jordan, 1903
- Genere Compsulyx Holloway, 1979
- Genere Orecta Rothschild & Jordan, 1903
- Genere Protambulyx Rothschild & Jordan, 1903
- Genere Trogolegnum Rothschild & Jordan, 1903

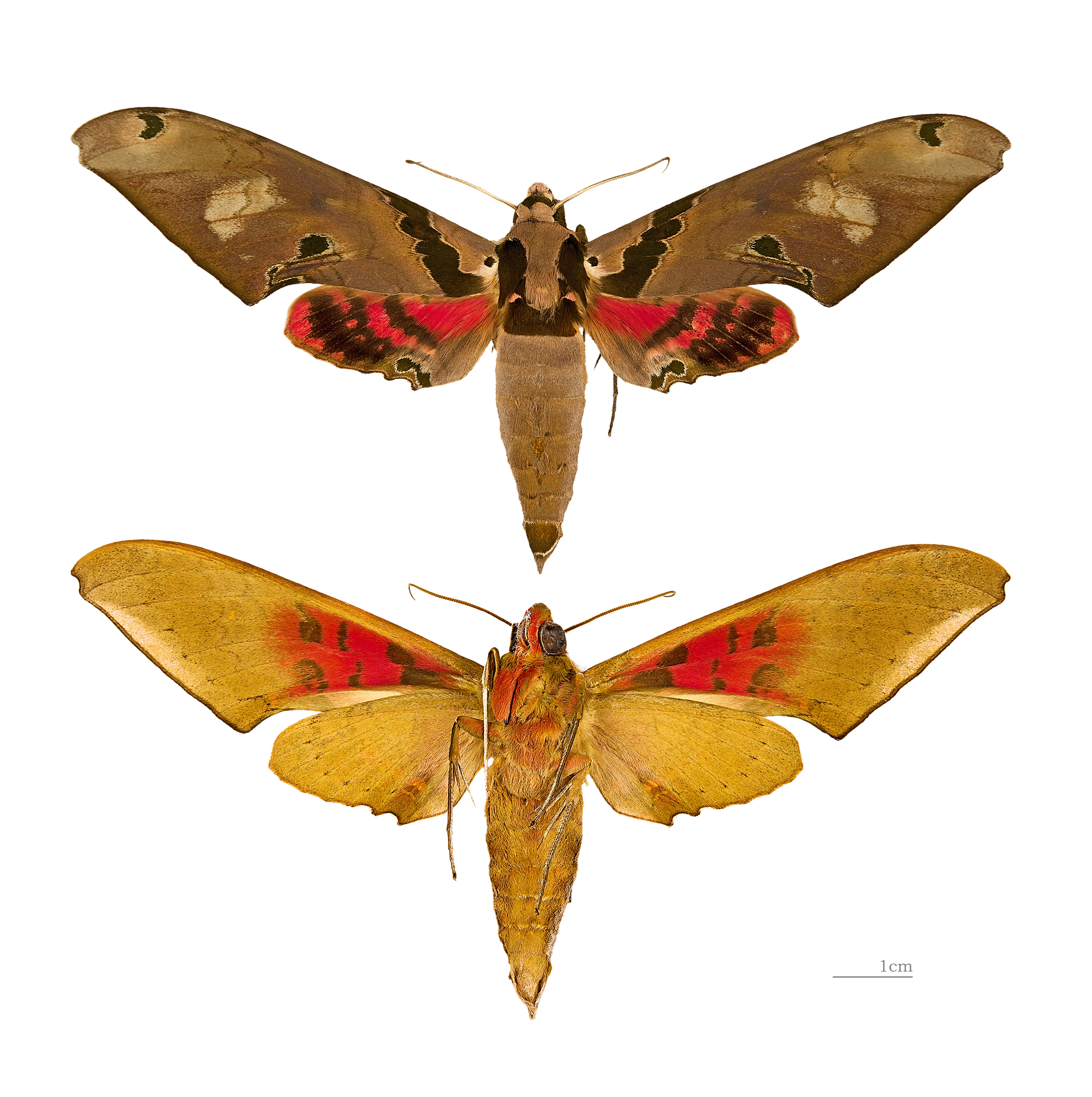
Adhemarius
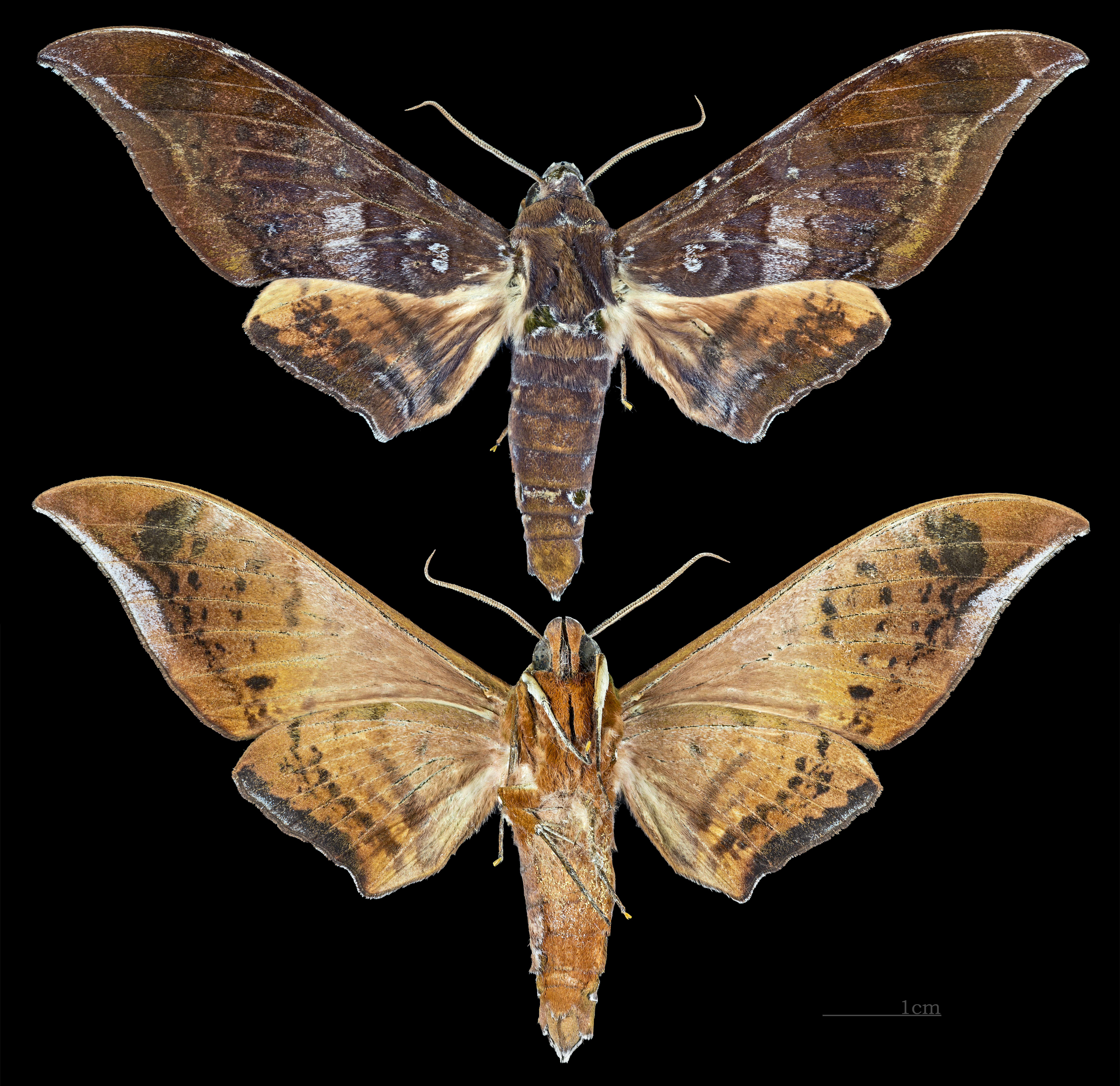
Ambulyx
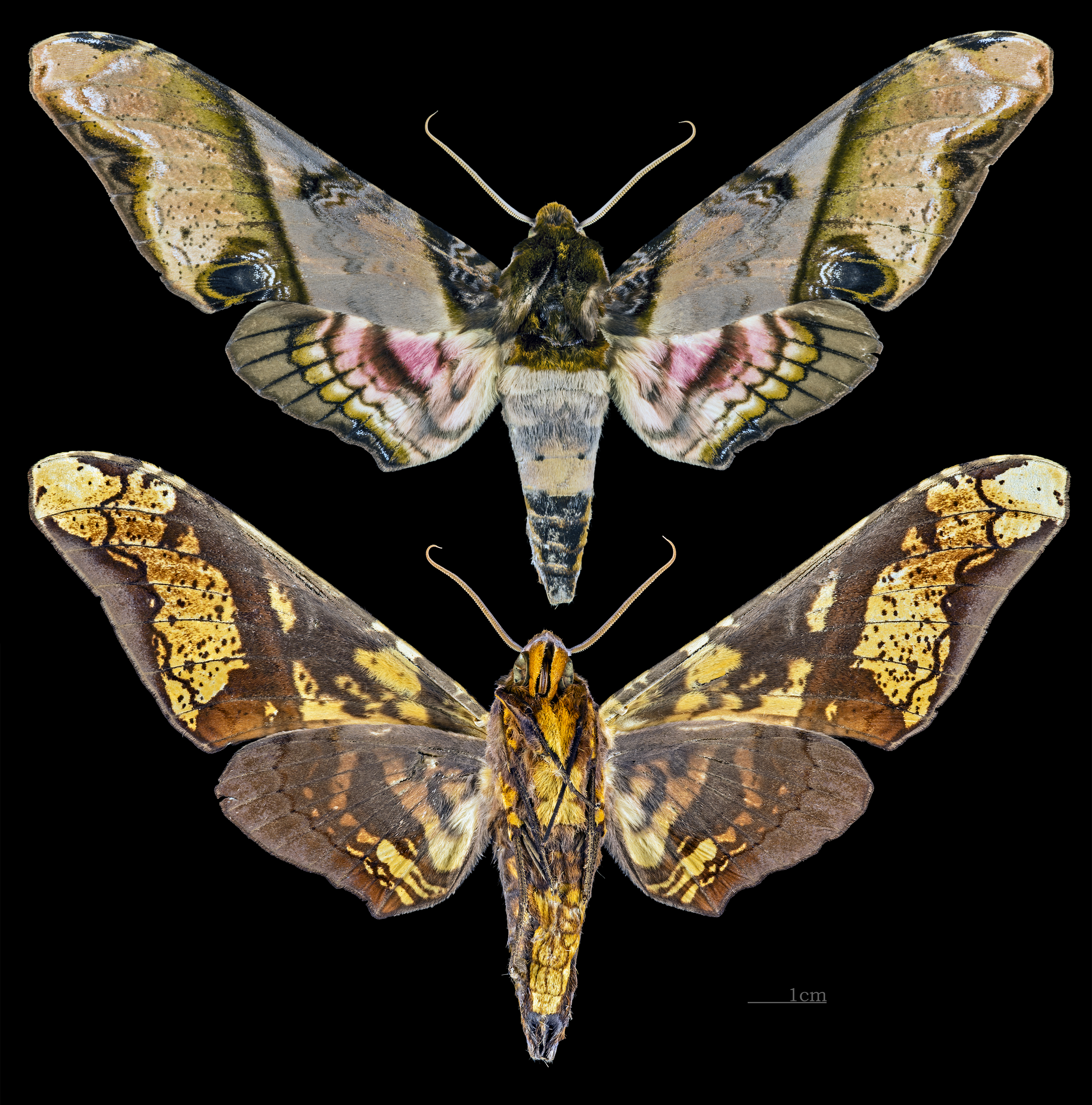
Amplypterus
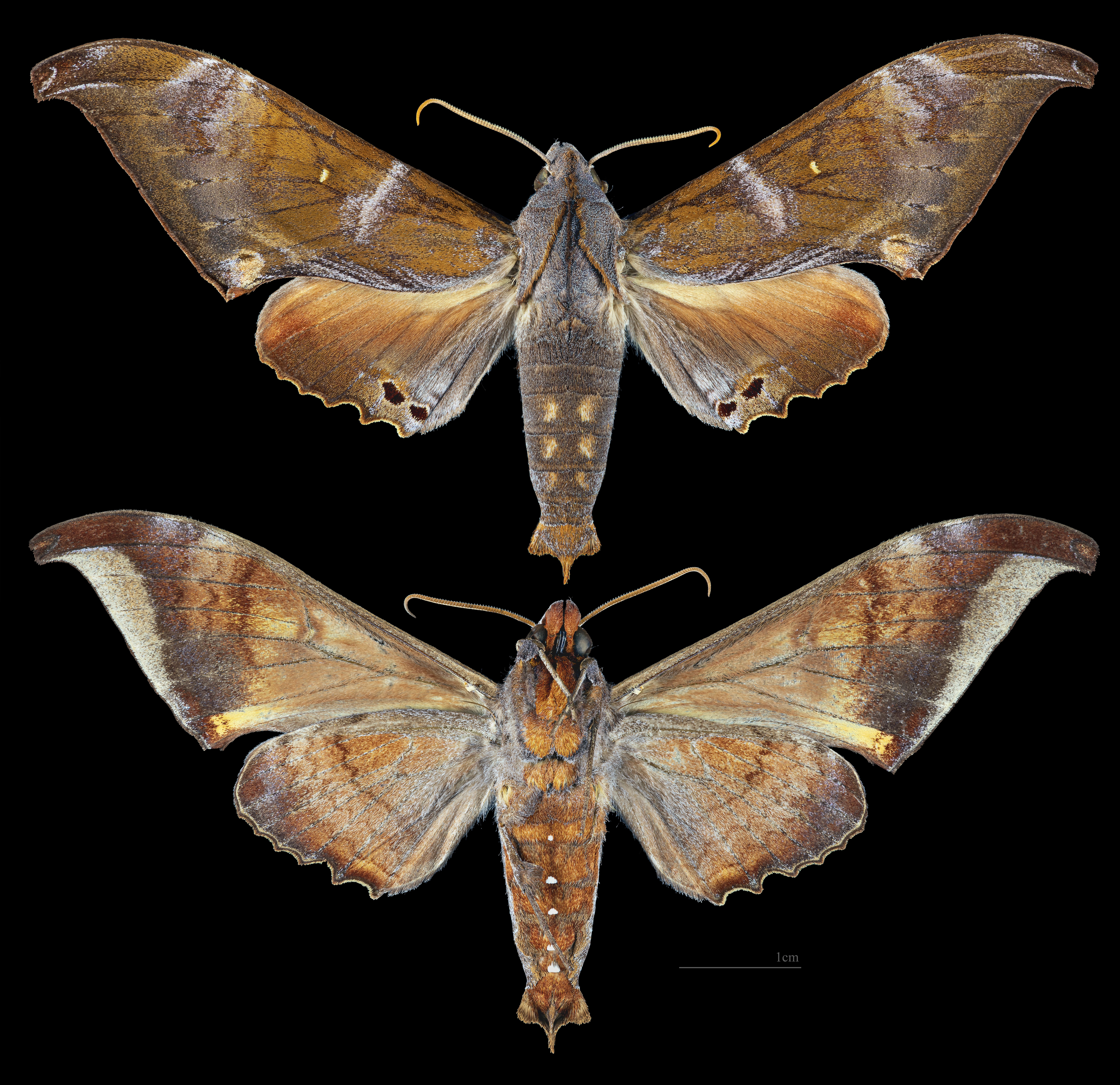
Barbourion
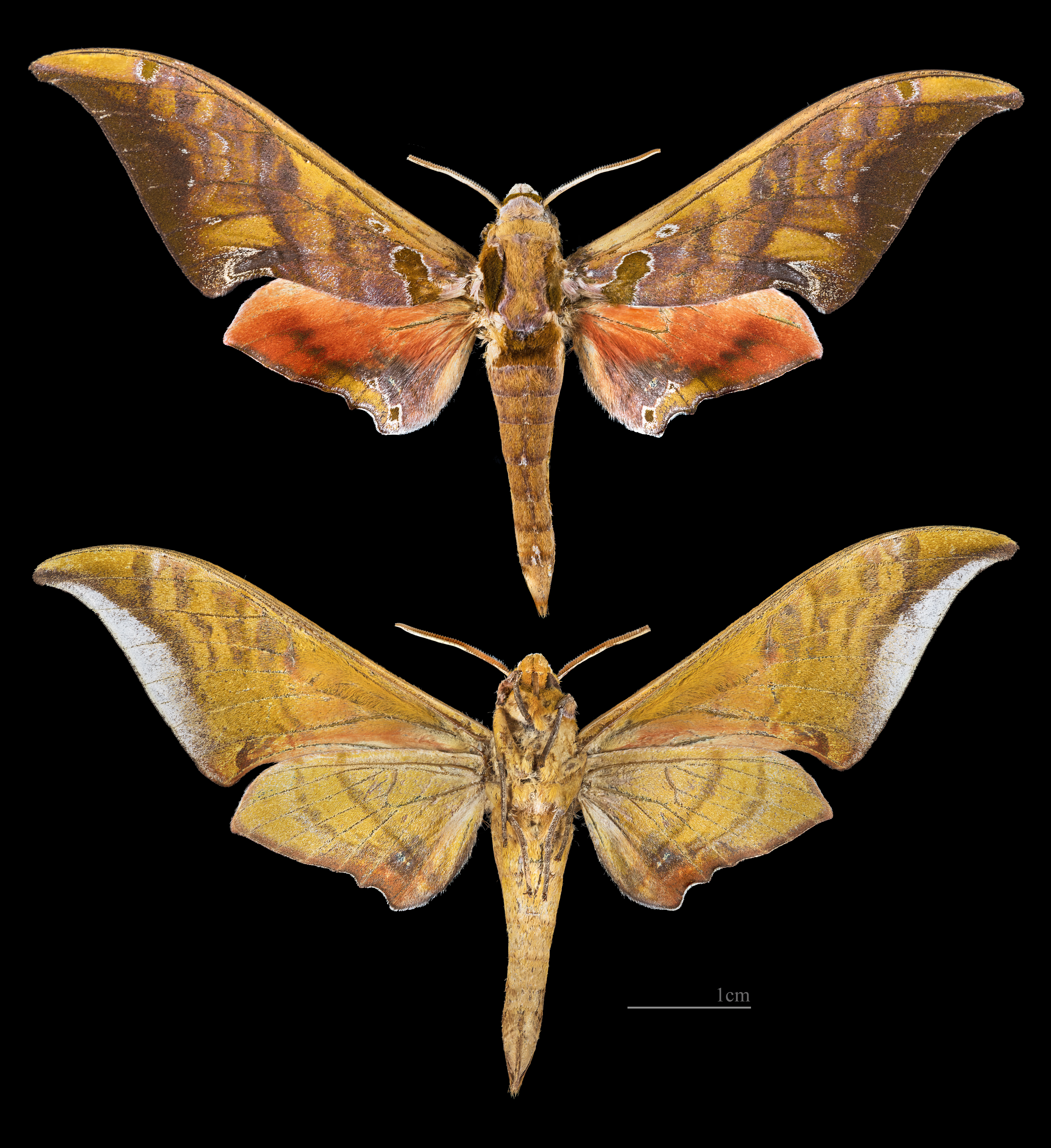
Orecta
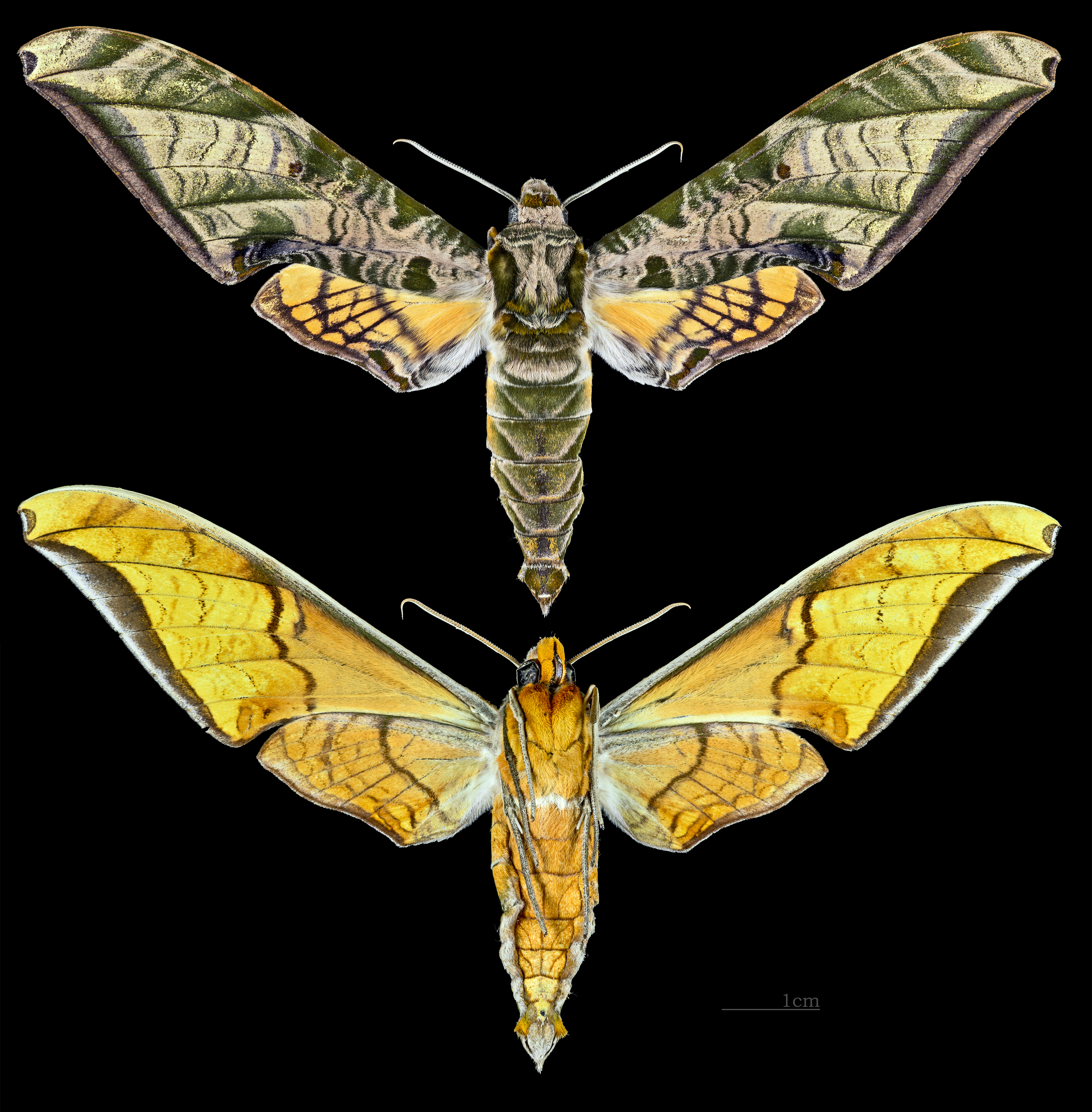
Protambulyx
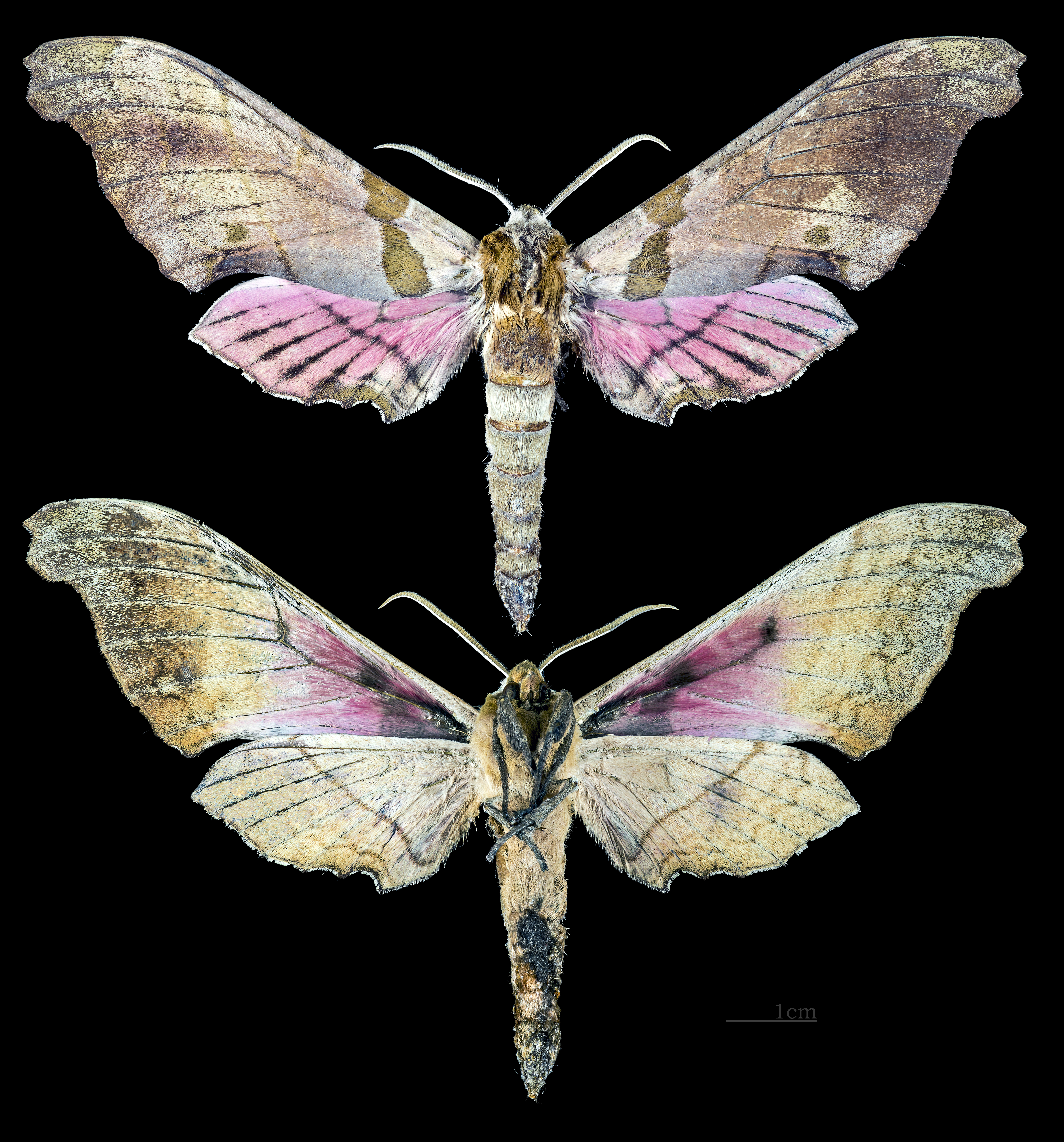
Trogolegnum

### Sinonimi
Non sono stati riportati sinonimi.